# Euhesma nubifera
Euhesma nubifera är en biart som först beskrevs av Cockerell 1922.  Euhesma nubifera ingår i släktet Euhesma och familjen korttungebin. Inga underarter finns listade i Catalogue of Life.